# 岑龙
岑龙（1957年—）生於中國廣州，曾任湖北美術學院油畫系教授。因不喜受體制束縛，於2005年辭去教職，隱居武漢，專注於藝術創作。他的父親岑家梧是中國重要的人類學家、民族學家與藝術史學者，然而在文化大革命期間遭受迫害，最終不幸自盡，此事在岑龍心中留下了難以撫平的傷痕。深受父親影響，他潔身自好，極少參與當地藝術圈的社交應酬，而是埋首於對藝術本質的探索。他的畫風樸實無華，筆法講究，造型嚴謹，色彩沉著而富有厚度，極具力量感。他以平實的方式表達深刻的內涵，使作品經得起時間的考驗，並能引發觀者的深思。他的筆觸蘊含著深刻的人文關懷，畫面寄託著豐富的情感，透過作品營造出一種清新而寧靜的氛圍，使身處喧囂現實中的人們得以重新體會靜謐之美，回歸人性的純真本質。

## 生平
岑龍約於1980年畢業於西安美術學院，獲碩士學位。曾任湖北美術學院油畫系教授，亦為中國美術家協會資深會員、湖北省藝術專業職稱評審委員會成員，並參與湖北省美術學院楚文化研究中心的學術活動。他也是中國「八五思潮」（85新潮）在湖北的重要參與者。
岑龍幼年曾於法國里昂居住數年，在法國獲得了藝術的啟蒙。爾後父母將其接回中國。他自幼受到著名社會學、藝術學和人類學家的父親岑家梧(1912-1966)以及百大歷史學者的母親馮來儀的影響，對少數民族及基層大眾的生活狀態懷有深厚關注，並長期將其作為創作的核心母題。無論是油畫或插畫，他的作品皆注入強烈的人文關懷與深沉的同理心。他筆下的人物多來自社會底層，但他並未將其塑造成悲情形象，而是展現出他們的自在、自信與生命的尊嚴。
在今天藝術飽受市場經濟所奴役的時代，他的畫風顯得特立獨行，卻能引發觀者對現實生活的關注，並喚起對樸實人性的依返。他的作品不僅呈現淳樸的民風民俗，也讓人得以窺見不同於流行藝術市場的純正油畫語言。
自2010年起以〈淨界〉作品再度發聲，這是他在經歷一生艱困生命歷程後的深切體悟。自此他開始創造具有深度人文關懷議題的繪畫作品。在他的畫作中，勞動者不只是人物，而是一種符號，承載著他對理想世界的想像。在他的畫布上，最卑微的人，往往也是最偉大的存在。他同時也呼應義大利重要哲學家但丁《神曲》的〈淨界〉篇的哲思，透過畫筆傳遞自身對於〈淨界〉的體悟。

## 得獎紀錄
- 2004 年 《雷神》聯合國組織ACCU 頒發的野間銀獎/ 水粉
- 2004 年 《北方》第十屆湖北省美術展優秀獎/ 油畫
- 1994 年 《賣炭翁》聯合國組織ACCU 頒發的野間獎佳作/ 水粉
- 1993 年 《我是中國孩子》團體參賽，獲第七屆中國圖書大獎，冰心文學獎/ 水粉
- 1993 年《北方組畫·童年》第八屆全國美展入選，以及湖北省優秀獎/ 油畫
- 1992 年 《北方組畫·故事》全國紀念延安美展入選，以及湖北省銅獎/ 油畫
- 1991 年 《北方組畫·參軍》建黨七十周年全國美展入選/ 油畫
- 1990 年 《唐人蹴鞠圖》中國體育美展入選/ 油畫
- 1989 年 《賣炭翁》第七屆全國美展入選，以及湖北省銀獎/ 水粉
- 1989 年《北方組畫·山間》第七屆全國美展入選，以及湖北省銀獎/ 油畫
- 1982 年 《神農架的神奇動物和植物》首屆全國科普美展入選/ 水粉
- 1987 年 《向天山》首屆中國藝術節優秀獎/ 油畫
- 1987 年 《暮雪》首屆中國油畫展入選/ 油畫

## 展覽紀錄
個人展覽
- 2024
  - 播種希望：光的追隨者，伊索拉尼宮，波隆那，義大利，2024.12.15-2025.1.12[2]
  - 播種希望：岑龍，奎利尼宮，威尼斯，義大利，2024.04.20-2024.11.24[3]
  - 播種希望：岑龍繪畫中的淨界，佛羅倫斯美術學院，佛羅倫斯，義大利，2024.03.04-2024.03.30[4]
- 2022
  - 星光—岑龍個展，SPAZIO EVENTI MANGANER，威尼斯，義大利，2022.5.6-2022.6.26[5]
  - 看不見的通道：一條連結永恆精神的紐帶，蝸牛府，威尼斯，義大利，2022.3.10-2022.4.12[6]
- 2017
  - 我們播種希望—岑龍十年作品展，玉溪有容教育基金會，台北，台灣，2017.12.30-2018.3.10[7]
  - 兩張老照片的故事—原作展，玉溪有容教育基金會，台北，台灣，2017.10.28-2018.10.28[8]
- 2014
  - 白銀時代，今日美術館，北京，中國，2014.10.25-2014.11.4[9]
- 2010
  - 淨界，財團法人榮仁文化藝術基金會，台南，台灣，2010.12.11-2011.1.9[10]

聯展
- 2016
  - 科隆現代與當代藝術博覽會，科隆展覽館，科隆，德國，2016.10.26-2016.10.30[11]
  - 表現主義三重奏—東方思韻概念—德國路德維希．德夫勒博物館特展，路德維希．德夫勒博物館，德國，2016.6.11-2016.8.7[12]
  - 德國卡爾斯魯爾藝術博覽會，卡爾斯魯爾展覽館，卡爾斯魯爾，德國，2016.2.18-2016.2.21
- 2015
  - 德國科隆現代與當代藝術博覽會，科隆展覽館，科隆，德國，2015.9.24-2015.9.27

## 出版紀錄
- 《Cen Long: Vita e arte》。Candida Syndikus, Metra Lin (2024)。義大利：Silvana Editoriale[13] ISBN 978-8836656707
- 《岑龍—看不見的通道》。林暄涵 (2022)。台灣：南十字書屋[14] ISBN 978-9869838566
- 《我心中的南十字星—岑龍和他的藝術》。林暄涵 (2021)。台灣：南十字書屋 ISBN 978-9869838542
- 《岑龍—光的追隨者》。林暄涵 (2019)。台灣：南十字書屋 ISBN 978-9869838504
- 《岑龍的白銀時代》。林暄涵 (2014)。北京：中國今日美術館出版社有限公司 ISBN 978-9881206879
- 《雲端上的歌者》。林暄涵 (2012)。台灣：南十字書屋 ISBN 978-9868762633